# Jodie Henry
Jodie Clare Henry (Brisbane, 17. studenog 1983.) je bivša australska plivačica.
Višestruka je olimpijska pobjednica i svjetska prvakinja u plivanju.